# Marjorie Eaton
Marjorie Lee Eaton (* 5. Februar 1901 in Oakland; † 21. April 1986 in Palo Alto) war eine US-amerikanische Schauspielerin, Künstlerin und Architektin, deren Schauspielkarriere sich von 1946 bis 1984 erstreckte. Sie spielte 1980 in der Originalverfilmung von Das Imperium schlägt zurück die Rolle des Imperators.

## Leben
Eaton wurde im kalifornischen Oakland geboren und wuchs in Palo Alto auf, einem Vorort von San Francisco. Dort besuchte sie die Katherine Delmar Burke School und machte 1920 ihren Abschluss. Ihre Mutter war eine gebürtige Morley.
Im Anschluss studierte sie am Art Institute of Boston, in Florenz und Paris sowie an der California School of Fine Arts (CSFA) in San Francisco, dem heutigen San Francisco Art Institute. Später nahm sie bei Hans Hofmann an der Art Students League of New York Malunterricht und ließ sich nach der Stanislawski-Methode ausbilden, nachdem sie sich schließlich aus finanziellen Gründen für die Schauspielerei entschieden hatte.
Im März 1986 erlitt Marjorie Eaton einen Schlaganfall. Sie verstarb wenige Wochen später – umgeben von zwei Nichten und einem angeheirateten Neffen – im Alter von 85 Jahren in ihrem Elternhaus. Die Asche ihrer sterblichen Überreste wurde zur Hälfte auf dem Grundstück ihres Elternhauses und zur Hälfte in Taos verstreut, wo sie mehrere Jahre als Künstlerin verbracht hatte.

## Karriere
Eaton begann ihre Karriere als Architektin, entwickelte sich aber später zu einer bekannten Malerin und Charakterdarstellerin.
1925 kaufte Eatons Stiefmutter, Edith Cox Eaton, das historische Haus von Juana Briones de Miranda in Palo Alto, das bis zu seinem Abriss im Jahr 2015 zum Familiensitz und einer gefeierten Kunstkolonie wurde. Die Künstlerin Lucretia van Horn und die Bildhauerin Louise Nevelson verbrachten dort längere Zeit, wie natürlich auch Eaton selbst. 1939 entwarf und baute Marjorie ihr eigenes Haus – in der Nähe Haupthauses von Briones de Miranda – im Adobe-Stil aus Lehmziegeln; hierbei arbeitete sie eng mit dem bekannten Architekten Gregory Ain zusammen.

Bevor sich Eaton der Schauspielerei widmete, war sie Mitglied der Taos Art Colony in New Mexico, wo Werke wie Taos Ceremony (um 1928), Taos Man Seated und Man in Cloak entstanden. Ihre Freundin und Mäzenin Mabel Dodge Luhan hatte sie in die Künstlerkolonie eingeladen. Neben ihrer Heimat in Palo Alto, lebte sie dort von 1928 bis 1932 und erneut von 1934 bis 1937; zeitweise arbeitete sie auch im Norden Mexikos. In Taos teilte sie sich ein Atelier mit Louise Nevelson, die sie während ihrer Ausbildung bei Hofmann über die Art Students League kennengelernt hatte; Eaton und Nevelson wohnten im Erdgeschoss neben Diego Rivera und Frida Kahlo und die vier Künstlerkollegen wurden enge Freunde. Über Taos sagte Eaton einst: 

„Ich habe meine Seele gefunden… als ich zum ersten Mal die Indianer in den aufsteigenden Hügeln der Navajo sah.“

Ihre „figuralen Arbeiten mit kühnen Linien, starken Farben und Kubismus-Einflüssen“ waren ein Markenzeichen Eatons; sie versuchte dem Betrachter ein Gefühl für die Emotionen der von ihr dargestellten Personen zu vermitteln. Oft stellte sie Juan Mirabel dar, den Sohn des Häuptlings von Taos; ihre Beziehung war regelmäßig Gegenstand von Spekulationen. Das Gemälde Taos Ceremony wurde im Dezember 2008 als Teil der retrospektiven Ausstellung „Colorado and the Old West“ ausgestellt, die Kunstwerke des 19. und 20. Jahrhunderts mit Bezug zu Colorado und New Mexico zeigte. Ihre Werke waren auch schon früh auf Kunstausstellungen zu bewundern, so 1923 auf der Monterey Peninsula Industries & Arts Expo und in einer Dauerausstellung der San Francisco Art Association zwischen 1928 und 1931 in San Francisco.
Da es für sie aber unmöglich war, von ihrer Kunst zu leben, gab sie die Malerei weitestgehend auf und wandte sich erst spät in ihrem Leben der Schauspielerei zu. Eaton trat dabei sowohl im Film, Fernsehen, als auch im Theater auf. Zu Eatons Arbeiten für das Theater gehören Rollen in der Kaufmann von Venedig und in Meine Braut ist übersinnlich im Jahr 1950, sowie Rollen am Broadway in In the Summer House im Jahr 1953 und One Eye Closed im Jahr 1954. Zu dieser Zeit wurde New York City ein neuer Lebensmittelpunkt für sie.
Ihr Filmdebüt hatte Eaton in Anna und der König von Siam im Jahr 1946. Es folgten Rollen in Filmen wie Das Schicksal der Irene Forsyte (1949) als Hester Forsyte, als Wahrsagerin Madame Romanovitch in Night Tide (1961), die Hauptrolle in dem Low-Budget-Science-Fiction-Film Monstrosity (1963) als Hetty March, die Rolle der Miss Persimmon in Mary Poppins (1964) und die Verkörperung der Schwester Ursula in Immer Ärger mit den Engeln (1966). Ihren letzten Auftritt in einem Film hatte sie 1984 in Crackers – Fünf Gauner machen Bruch.
Zwischen 1950 und 1973 war sie auch mehrfach in Fernsehserien zu sehen, zuletzt in Die Waltons.

### Das Imperium schlägt zurück
Im Alter von 78 Jahren spielte Eaton 1980 in George Lucas zweitem Star-Wars-Film, Das Imperium schlägt zurück, die Rolle des Imperators (Palpatine). Sie trug dazu eine von Phil Tippett modellierte Maske, die von dem Maskenbildner Rick Baker aufgetragen wurde, ihre Augen wurden mit den dunklen Augen eines Schimpansen überblendet und ihre Stimme wurde durch Clive Revill nachsynchronisiert. Da nur Revill in der Liste der Darsteller aufgeführt wurde, war lange unklar, wer „den Imperator“ in der Originalverfilmung verkörpert hatte; es wurde zeitweise angenommen, dass Rick Backers Ehefrau Elaine in den Filmszenen zu sehen war, die tatsächlich aber nur für Testaufnahmen des Make-ups bzw. der Maske verwendet wurde. Erst im Jahr 2016 wurde Eaton in ihrer Rolle bestätigt. In der überarbeiteten DVD-Veröffentlichung aus dem Jahr 2004 wurden sowohl Eaton als auch Revill durch Ian McDiarmid ersetzt und die Szenen neu gedreht.

## Filmografie (Auswahl)

### Film
- 1946: Anna und der König von Siam
- 1946: The Time of Their Lives
- 1947: Mourning Becomes Electra
- 1948: Qualen der Liebe (A Woman's Vengeance)
- 1948: Die Schlangengrube
- 1949: Das Schicksal der Irene Forsyte
- 1949: The Story of Seabiscuit (ungenannt)
- 1950: Die Jahre der Lüge (The Vicious Years)
- 1951: Mord in Hollywood (Hollywood Story)
- 1952: Die Rose von Cimarron (Rose of Cimarron)
- 1952: Hold That Line
- 1957: Zombies of Mora Tau
- 1957: Zeugin der Anklage
- 1961: Night Tide
- 1962: The Three Stooges in Orbit
- 1963: Monstrosity / The Atomic Brain
- 1964: Mary Poppins
- 1966: Immer Ärger mit den Engeln
- 1968: Deine, meine, unsere
- 1968: Bullitt
- 1969: Hail, Hero!
- 1971: Harold und Maude
- 1972: Hammersmith ist raus
- 1973: Von mörderischer Art / Mordlust / Psycho Eyes – Mit den Augen eines Irren (The Killing Kind)
- 1975: Der Mann, der zweimal getötet wurde / Deep Death / Die Re-Inkarnation des Peter Proud (The Reincarnation of Peter Proud)
- 1980: Cardiac Arrest
- 1980: Dreizehn Stufen zum Terror (The Attic)
- 1980: Das Imperium schlägt zurück (ungenannt; synchronisiert von Clive Revill)
- 1981: Street Music
- 1984: Crackers – Fünf Gauner machen Bruch

### Fernsehen
- 1950: The Lone Ranger
- 1953: Hallmark Hall of Fame
- 1954: Studio One (auch: Studio One in Hollywood)
- 1952–1955: Robert Montgomery Presents
- 1957: The Adventures of Jim Bowie
- 1959: Ihr Star: Loretta Young (The Loretta Young Show)
- 1959: One Step Beyond
- 1960–1961: Meine drei Söhne
- 1962: Alfred Hitchcock präsentiert
- 1963: Bob Hope Presents the Chrysler Theatre
- 1967: Immer wenn er Pillen nahm
- 1969: Then Came Bronson
- 1970: FBI
- 1973: Die Straßen von San Francisco
- 1973: Die Waltons

## Theater (Auswahl)
- 1953–1954: In the Summer House (als Alta Gracia; Broadway)
- 1954: One Eye Closed (als Mary Benson; Broadway)